# آبشار ارتکند
آبشار اُرتوکَند یکی از مناطق بکر و ییلاقی شهرستان کلات است. کوه‌های سربه فلک کشیده و غار آبی بسیار زیبا، مورد توجه گردشگران ایرانی و خارجی می‌باشد.

## موقعیت
تفریحگاه اُرتوکَند در طول جغرافیایی ۵۹٫۵۸۳۱ و عرض جغرافیایی ۳۶٫۴۸۴۹ و در ۴۰ کیلومتری جنوب کلات و ۱۱۰ کیلومتری شمال مشهد قرار دارد.
ارتفاع تفریحگاه ۱۴۸۰ متر از سطح دریا است.
رود با موقعیتی میان کوهی، معتدل و خشک در مسیر دره سررود می‌باشد. رود اورتکند (سررود) که از کوه‌های هزار مسجد سرچشمه می‌گیرد، از میان آبادی می‌گذرد. کوه‌های تک‌خانه در ۵ کیلومتری جنوب غرب و سرشاو در ۴ کیلومتری شمال شرق آبادی است.

### مسیر
پس از پیمایش ۱۱۰ کیلومتر از مشهد به سمت کلات و پس از طی کردن فاصله ۱۵ کیلومتر مسیر فرعی به روستای سررود رسیده و با طی کردن ۵ کیلومتر به روستای ارتکند می‌رسیم و با پیمودن (پیاده‌روی) دو ساعته در جاده خاکی و فرعی می‌توانید به آبشار ارتکند برسید.